# Церковь Благовещения (Тинос)
Церковь Благовещения (греч. Παναγία Ευαγγελίστρια) — православный храм на острове Тинос. Храм является богородичной святынею, 15 августа церковь становится всегреческим центром празднования Успения Богородицы.

## История
Церковь построена на месте обнаружения чудотворной иконы Великое Радование (Мегалохари) Святой Пелагией, которой перед этим явилась Дева Мария. Современное здание церкви возведено в стиле ренессанса на месте старой часовни и открыто в 1830 году.
Православные паломники, посещая церковь Благовещения, также часто приезжают и на соседний остров Парос, где расположен Стодверный храм, одно из древнейших христианских зданий Греции.